# Eiko Matsuda
Eiko Matsuda (anhörenⓘ, japanisch 松田 暎子 Matsuda Eiko; * 18. Mai 1952 in Yokohama, Japan; † 9. März 2011 in Tokio, Japan) war eine japanische Schauspielerin. Sie wurde insbesondere bekannt durch die Rolle der Abe Sada in Im Reich der Sinne.
1968 begann sie in der Theaterkompanie von Shuji Terayama. Zeitweise arbeitete sie als Modell in den USA. Sie starb an einem Gehirntumor.

## Filmographie (Auswahl)
| Jahr | Titel                           | Rolle     |
| ---- | ------------------------------- | --------- |
| 1970 | Nora-neko rokku: Mashin animaru | Sarii     |
| 1970 | Jack no irezumi                 |           |
| 1976 | Im Reich der Sinne              | Abe Sada  |
| 1977 | Ōoku ukiyo-buro                 | Okoyo     |
| 1977 | Doberuman deka                  | Kosode    |
| 1977 | Seibo Kannon daibosatsu         | Yaobikuni |
| 1978 | Pinku saron: Kôshoku gonin onna | Mitsu     |
| 1979 | Sochō no kubi                   | Ukiyo     |
| 1982 | Cinq et la peau                 | Mari      |